# Coviello

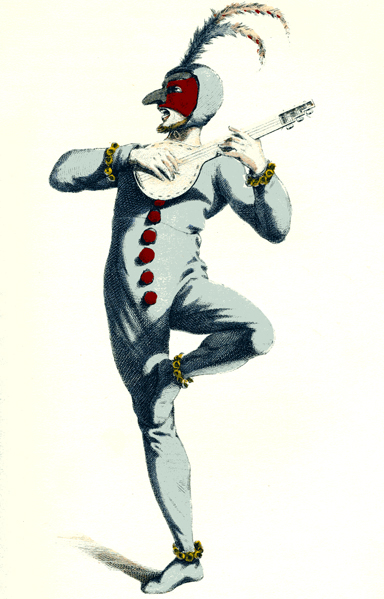
Coviello. Figurín de Maurice Sand, en Masques et bouffons (1860).

Coviello es un personaje de la commedia dell'arte. Dentro del grupo de los zanni (siervos o criados) tiene un protagonismo menor al de Arlequín o Brighella. Su nombre, al parecer, es un diminutivo de «Giacomo». Creado en el sur de Italia a finales del siglo xvi, entre sus habilidades características están la de bailarín e intérprete de mandolina.

## Origen, máscara y proyección
Aparece en la comedia del arte presentado como un «zanni astuto, intrigante, falso e millantatore», diestro con la espada, la lengua y la mandolina; y algunos estudiosos lo han relacionado con el personaje de Terencio, ‘Trasone’ o ‘Trasono’ (opcionalmente soldado o eunuco). Su máscara, exagerada, suele acompañarse de un gorro con plumas. Se caracteriza por la larga nariz como el pico de un pájaro, y sonrojada como sus mejillas; también puede llevar gafas. El traje, con leotardo o pantalón, varía en el tiempo y las zonas de expansión.
Niccolo Barbieri (Vercelli, 1586-1641), escritor y actor de la commedia dell'arte, habla de Coviello como el charlatán que «embauca a su audiencia con su repertorio de muecas y un lenguaje afectado». También lo describieron el pintor napolitano Salvator Rosa y, ya en el siglo xx Duchartre como un personaje popular napolitano, que en roles de siervo, mercader o soldado llega a mimetizarse o confundirse con otros zanni importantes, como Pedrolino o Brighella.
En el siglo xvii, producto quizá de la resonancia de la «comédie Italienne» en Francia, fue incorporado por Moliere a su repertorio como personaje de enredo en El burgués gentilhombre, acercándolo más al personaje de Scapino que el comediógrafo francés inmortalizaría luego con el nombre de «Scapin». En ese mismo ámbito, aparece en uno de los dibujos clásicos que para «I balli di Sfessania» («cioè di Fescennia») hizo Callot, en el que aparece bailando junto a Bello Sguardo la “danza de Sfessani”. En la Italia moderna se ha usado la expresión “es un Coviello” como sinónimo de fanfarrón.